# Specie di Zodariidae
Di seguito sono descritte tutte le specie di ragni della famiglia Zodariidae note al 31 maggio 2008.

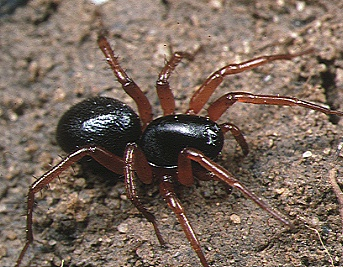
Mallinella fulvipes, femmina

## Akyttara
Akyttara Jocqué, 1987
- Akyttara akagera Jocqué, 1987 — Ruanda
- Akyttara homunculus Jocqué, 1991 — Botswana
- Akyttara mahnerti Jocqué, 1987 — Kenya
- Akyttara odorocci Ono, 2004 — Vietnam
- Akyttara ritchiei Jocqué, 1987 — Kenya

## Amphiledorus
Amphiledorus Jocqué & Bosmans, 2001
- Amphiledorus adonis Jocqué & Bosmans, 2001 — Portogallo
- Amphiledorus balnearius Jocqué & Bosmans, 2001 — Spagna, Algeria
- Amphiledorus histrionicus (Simon, 1884) — Algeria, Tunisia
- Amphiledorus ungoliantae Pekár & Cardoso, 2005 — Portogallo

## Antillorena
Antillorena Jocqué, 1991
- Antillorena polli (Simon, 1887) — Piccole Antille

## Asceua
Asceua Thorell, 1887
- Asceua amabilis Thorell, 1897 — Myanmar
- Asceua bimaculata (Simon, 1904) — Vietnam
- Asceua cingulata (Simon, 1905) — India
- Asceua elegans Thorell, 1887 — Myanmar
- Asceua expugnatrix Jocqué, 1995 — Territorio del Nord (Australia), Queensland
- Asceua gruezoi Barrion & Litsinger, 1992 — Filippine
- Asceua heliophila (Simon, 1893) — Filippine
- Asceua japonica (Bösenberg & Strand, 1906) — Giappone
- Asceua jianfeng Song & Kim, 1997 — Cina
- Asceua kunming Song & Kim, 1997 — Cina
- Asceua lejeunei Jocqué, 1991 — Congo
- Asceua menglun Song & Kim, 1997 — Cina
- Asceua piperata Ono, 2004 — Vietnam
- Asceua radiosa Jocqué, 1986 — Isole Comore
- Asceua septemmaculata (Simon, 1893) — Cambogia
- Asceua similis Song & Kim, 1997 — Cina
- Asceua torquata (Simon, 1909) — Vietnam
- Asceua wallacei Bosmans & Hillyard, 1990 — Celebes (Indonesia)
- Asceua zodarionina (Simon, 1907) — Guinea-Bissau

## Aschema
Aschema Jocqué, 1991
- Aschema madagascariensis (Strand, 1907) — Madagascar
- Aschema pallida Jocqué, 1991 — Madagascar

## Asteron
Asteron Jocqué, 1991
- Asteron biperforatum Jocqué & Baehr, 2001 — Queensland
- Asteron grayi Jocqué & Baehr, 2001 — Nuovo Galles del Sud
- Asteron hunti Jocqué & Baehr, 2001 — Nuovo Galles del Sud, Australian Capital Territory
- Asteron inflatum Jocqué & Baehr, 2001 — Victoria
- Asteron quintum Jocqué & Baehr, 2001 — Victoria
- Asteron reticulatum Jocqué, 1991 — Queensland, Nuovo Galles del Sud, Victoria, Tasmania
- Asteron tasmaniense Jocqué & Baehr, 2001 — Tasmania
- Asteron zabkai Jocqué & Baehr, 2001 — Nuovo Galles del Sud

## Australutica
Australutica Jocqué, 1995
- Australutica manifesta Jocqué, 1995 — Australia meridionale
- Australutica moreton Jocqué, 1995 — Queensland
- Australutica quaerens Jocqué, 1995 — Australia meridionale
- Australutica xystarches Jocqué, 1995 — Australia meridionale

## Basasteron
Basasteron Baehr, 2003
- Basasteron leucosemum (Rainbow, 1920) — Isola Lord Howe (Oceano Indiano)

## Caesetius
Caesetius Simon, 1893
- Caesetius bevisi (Hewitt, 1916) — Africa meridionale
- Caesetius biprocessiger (Lawrence, 1952) — Africa meridionale
- Caesetius fagei (Lawrence, 1936) — Africa meridionale
- Caesetius flavoplagiatus Simon, 1910 — Namibia, Africa meridionale
- Caesetius globicoxis (Lawrence, 1942) — Africa meridionale
- Caesetius inflatus Jocqué, 1991 — Mozambico, Malawi, Africa meridionale
- Caesetius murinus Simon, 1893 — Africa meridionale
- Caesetius politus (Simon, 1893) — Africa meridionale
- Caesetius rosei (Bacelar, 1953) — Mozambico
- Caesetius schultzei Simon, 1910 — Africa meridionale
- Caesetius spenceri (Pocock, 1900) — Africa meridionale

## Capheris
Capheris Simon, 1893
- Capheris apophysalis Lawrence, 1928 — Namibia
- Capheris approximata (Karsch, 1878) — Africa meridionale
- Capheris cordivulva Lawrence, 1928 — Namibia
- Capheris crassimana (Simon, 1887) — Namibia
- Capheris decorata Simon, 1904 — Africa meridionale
- Capheris escheri Reimoser, 1934 — India
- Capheris falconeri (Caporiacco, 1949) — Kenya
- Capheris fitzsimonsi Lawrence, 1936 — Africa meridionale
- Capheris giltayi (Lessert, 1929) — Congo
- Capheris haematilis Simon, 1910 — Namibia
- Capheris kunenensis Lawrence, 1927 — Namibia
- Capheris langi Lawrence, 1936 — Africa meridionale
- Capheris maculata (Marx, 1893) — Congo, Tanzania
- Capheris nitidiceps Simon, 1905 — India
- Capheris septemguttata (Simon, 1907) — Africa occidentale
- Capheris stillata Simon, 1905 — India
- Capheris transvaalica Hewitt, 1915 — Africa meridionale
- Capheris vandami (Hewitt, 1916) — Africa meridionale

## Cavasteron
Cavasteron Baehr & Jocqué, 2000
- Cavasteron agelenoides Baehr & Jocqué, 2000 — Queensland
- Cavasteron atriceps Baehr & Jocqué, 2000 — Australia meridionale
- Cavasteron crassicalcar Baehr & Jocqué, 2000 — Australia occidentale, Australia meridionale
- Cavasteron exquisitum Baehr & Jocqué, 2000 — Australia meridionale, Queensland
- Cavasteron guttulatum Baehr & Jocqué, 2000 — Australia meridionale
- Cavasteron index Baehr & Jocqué, 2000 — Territorio del Nord (Australia)
- Cavasteron lacertae Baehr & Jocqué, 2000 — Territorio del Nord (Australia), Australia meridionale, Queensland
- Cavasteron margaretae Baehr & Jocqué, 2000 — Australia occidentale
- Cavasteron martini Baehr & Jocqué, 2000 — Australia occidentale
- Cavasteron mjoebergi Baehr & Jocqué, 2000 — Australia occidentale
- Cavasteron tenuicalcar Baehr & Jocqué, 2000 — Australia occidentale
- Cavasteron triunguis Baehr & Jocqué, 2000 — Queensland

## Chariobas
Chariobas Simon, 1893
- Chariobas armatissimus Caporiacco, 1947 — Etiopia
- Chariobas cylindraceus Simon, 1893 — Costa d'Avorio, Gabon, Congo, Angola
- Chariobas decoratus Lawrence, 1952 — Africa meridionale
- Chariobas lineatus Pocock, 1900 — Africa meridionale
- Chariobas mamillatus Strand, 1909 — Africa meridionale
- Chariobas navigator Strand, 1909 — Africa meridionale
- Chariobas subtropicalis Lawrence, 1952 — Africa meridionale

## Chilumena
Chilumena Jocqué, 1995
- Chilumena baehrorum Jocqué, 1995 — Territorio del Nord (Australia)
- Chilumena reprobans Jocqué, 1995 — Australia occidentale

## Cicynethus
Cicynethus Simon, 1910
- Cicynethus acanthopus Simon, 1910 — Namibia
- Cicynethus floriumfontis Jocqué, 1991 — Africa meridionale
- Cicynethus peringueyi (Simon, 1893) — Africa meridionale

## Colima
Colima Jocqué & Baert, 2005
- Colima colima Jocqué & Baert, 2005 — Messico
- Colima manzanillo Jocqué & Baert, 2005 — Messico

## Cryptothele
Cryptothele L. Koch, 1872
- Cryptothele alluaudi Simon, 1893 — Isole Seychelles
- Cryptothele ceylonica O. P.-Cambridge, 1877 — Sri Lanka
- Cryptothele collina Pocock, 1901 — India
- Cryptothele cristata Simon, 1884 — località sconosciuta
- Cryptothele doreyana Simon, 1890 — Nuova Guinea, Queensland
- Cryptothele marchei Simon, 1890 — Nuova Caledonia, Isole Marianne
- Cryptothele sundaica Thorell, 1890 — Singapore, Sumatra, Giava
  - Cryptothele sundaica amplior Kulczynski, 1911 — Isole della Sonda (Indonesia)
  - Cryptothele sundaica javana Kulczynski, 1911 — Giava
- Cryptothele verrucosa L. Koch, 1872 — Isole Samoa, Isole Figi

## Cybaeodamus
Cybaeodamus Mello-Leitão, 1938
- Cybaeodamus enigmaticus (Mello-Leitão, 1939) — Argentina
- Cybaeodamus lycosoides (Nicolet, 1849) — Cile
- Cybaeodamus nigrovittatus Mello-Leitão, 1941 — Argentina
- Cybaeodamus ornatus Mello-Leitão, 1938 — Perù, Argentina, Uruguay
- Cybaeodamus pallidus (Mello-Leitão, 1943) — Argentina
- Cybaeodamus rastellifer (Mello-Leitão, 1940) — Argentina
- Cybaeodamus scottae Mello-Leitão, 1941 — Argentina

## Cydrela
Cydrela Thorell, 1873
- Cydrela albopilosa Simon & Fage, 1922 — Africa orientale
- Cydrela biunguis Strand, 1913 — Africa centrale
- Cydrela brunnea Marx, 1893 — Congo
- Cydrela decidua Dankittipakul & Jocqué, 2006 — Thailandia
- Cydrela friedlanderae Hewitt, 1914 — Africa meridionale
- Cydrela insularis (Pocock, 1899) — Isola di Socotra (Oceano Indiano)
- Cydrela kenti Lessert, 1933 — Angola
- Cydrela linzhiensis (Hu, 2001) — Cina
- Cydrela multipunctata Berland, 1919 — Africa orientale
- Cydrela nasuta Lessert, 1936 — Mozambico
- Cydrela otavensis Lawrence, 1928 — Namibia
- Cydrela pristina Dankittipakul & Jocqué, 2006 — Thailandia
- Cydrela schoemanae Jocqué, 1991 — Africa meridionale
- Cydrela spinifrons Hewitt, 1915 — Africa meridionale
- Cydrela spinimana Pocock, 1898 — Africa meridionale
- Cydrela stigmatica (Simon, 1876) — Isola di Zanzibar (Tanzania)
- Cydrela unguiculata (O. P.-Cambridge, 1870) — Africa meridionale

## Cyrioctea
Cyrioctea Simon, 1889
- Cyrioctea aschaensis Schiapelli & Gerschman, 1942 — Argentina
- Cyrioctea calderoni Platnick, 1986 — Cile
- Cyrioctea cruz Platnick, 1986 — Cile
- Cyrioctea griswoldorum Platnick & Jocqué, 1992 — Namibia
- Cyrioctea hirsuta Platnick & Griffin, 1988 — Namibia
- Cyrioctea marken Platnick & Jocqué, 1992 — Africa meridionale
- Cyrioctea mauryi Platnick, 1986 — Cile
- Cyrioctea namibensis Platnick & Griffin, 1988 — Namibia
- Cyrioctea raveni Platnick & Griffin, 1988 — Queensland
- Cyrioctea spinifera (Nicolet, 1849) — Cile
- Cyrioctea whartoni Platnick & Griffin, 1988 — Namibia

## Diores
Diores Simon, 1893
- Diores annetteae Jocqué, 1990 — Africa meridionale
- Diores anomalus Jocqué, 1990 — Madagascar
- Diores auricula Tucker, 1920 — Zimbabwe, Africa meridionale
- Diores bifurcatus Tucker, 1920 — Africa meridionale
- Diores bivattatus Simon, 1893 — Africa meridionale
- Diores bouilloni Benoit, 1965 — Congo
- Diores brevis Jocqué, 1990 — Kenya
- Diores capensis Tucker, 1920 — Africa meridionale
- Diores chelinda Jocqué, 1990 — Malawi
- Diores cognatus O. P.-Cambridge, 1904 — Africa meridionale
- Diores damara Jocqué, 1990 — Namibia
- Diores decipiens Jocqué, 1990 — Africa meridionale
- Diores delesserti Caporiacco, 1949 — Kenya
- Diores delicatulus Lawrence, 1936 — Botswana, Zimbabwe
- Diores dowsetti Jocqué, 1990 — Africa meridionale
- Diores druryi Tucker, 1920 — Namibia
- Diores femoralis Jocqué, 1990 — Africa meridionale
- Diores filomenae Jocqué, 2003 — Isole Comore
- Diores geraerti Jocqué, 1990 — Camerun, Congo
- Diores godfreyi Hewitt, 1919 — Africa meridionale
- Diores griswoldorum Jocqué, 1990 — Namibia
- Diores immaculatus Tullgren, 1910 — Tanzania
- Diores initialis Jocqué, 1990 — Kenya, Tanzania
- Diores jonesi Tucker, 1920 — Africa meridionale
- Diores kenyae Berland, 1919 — Kenya
- Diores kibonotensis Tullgren, 1910 — Tanzania
- Diores leleupi Jocqué, 1990 — Africa meridionale
- Diores lemaireae Jocqué, 1990 — Malawi
- Diores lesserti Lawrence, 1952 — Africa meridionale
- Diores magicus Jocqué & Dippenaar-Schoeman, 1992 — Zimbabwe
- Diores malaissei Jocqué, 1990 — Congo
- Diores milloti Jocqué, 1990 — Madagascar
- Diores miombo Jocqué, 1990 — Malawi
- Diores monospinus Jocqué, 1990 — Malawi
- Diores murphyorum Jocqué, 1990 — Kenya
- Diores naivashae Berland, 1920 — Kenya
- Diores namibia Jocqué, 1990 — Namibia
- Diores patellaris Jocqué, 1990 — Malawi
- Diores pauper Jocqué, 1990 — Africa meridionale
- Diores poweri Tucker, 1920 — Africa meridionale
- Diores radulifer Simon, 1910 — Africa meridionale
- Diores rectus Jocqué, 1990 — Malawi, Africa meridionale
- Diores recurvatus Jocqué, 1990 — Africa meridionale
- Diores russelli Jocqué, 1990 — Botswana
- Diores salisburyensis Tucker, 1920 — Namibia, Botswana, Zimbabwe, Zambia
- Diores seiugatus Jocqué, 1986 — Isole Comore
- Diores sequax Jocqué, 1990 — Africa meridionale
- Diores setosus Tucker, 1920 — Africa meridionale
- Diores silvestris Jocqué, 1990 — Africa meridionale
- Diores simoni O. P.-Cambridge, 1904 — Africa meridionale
- Diores simplicior Jocqué, 1990 — Malawi
- Diores spinulosus Jocqué, 1990 — Africa meridionale
- Diores strandi Caporiacco, 1949 — Kenya, Ruanda, Congo
- Diores tavetae Berland, 1920 — Kenya
- Diores termitophagus Jocqué & Dippenaar-Schoeman, 1992 — Africa meridionale
- Diores triangulifer Simon, 1910 — Namibia, Africa meridionale
- Diores triarmatus Lessert, 1929 — Congo
- Diores univittatus Tullgren, 1910 — Tanzania
- Diores youngai Jocqué, 1990 — Africa meridionale

## Dusmadiores
Dusmadiores Jocqué, 1987
- Dusmadiores doubeni Jocqué, 1987 — Togo
- Dusmadiores katelijnae Jocqué, 1987 — Nigeria
- Dusmadiores robanja Jocqué, 1987 — Costa d'Avorio

## Epicratinus
Epicratinus Jocqué & Baert, 2005
- Epicratinus amazonicus Jocqué & Baert, 2005 — Brasile
- Epicratinus petropolitanus (Mello-Leitão, 1922) — Brasile
- Epicratinus pugionifer Jocqué & Baert, 2005 — Brasile
- Epicratinus takutu Jocqué & Baert, 2005 — Guyana

## Euasteron
Euasteron Baehr, 2003
- Euasteron atriceps Baehr, 2003 — Australia occidentale
- Euasteron bartoni Baehr, 2003 — Victoria
- Euasteron carnarvon Baehr, 2003 — Australia occidentale
- Euasteron churchillae Baehr, 2003 — Territorio del Nord (Australia)
- Euasteron enterprise Baehr, 2003 — Queensland
- Euasteron gibsonae Baehr, 2003 — Territorio del Nord (Australia), Queensland
- Euasteron harveyi Baehr, 2003 — Australia occidentale
- Euasteron johannae Baehr, 2003 — Australia occidentale
- Euasteron juliannae Baehr, 2003 — Australia occidentale
- Euasteron krebsorum Baehr, 2003 — Nuovo Galles del Sud, Australia meridionale
- Euasteron lorne Baehr, 2003 — Nuovo Galles del Sud
- Euasteron milledgei Baehr, 2003 — Nuovo Galles del Sud
- Euasteron monteithorum Baehr, 2003 — Queensland, Nuovo Galles del Sud
- Euasteron raveni Baehr, 2003 — Queensland
- Euasteron ulrichi Baehr, 2003 — Australia occidentale
- Euasteron ursulae Baehr, 2003 — Australia occidentale
- Euasteron willeroo Baehr, 2003 — Territorio del Nord (Australia)

## Euryeidon
Euryeidon Dankittipakul & Jocqué, 2004
- Euryeidon anthonyi Dankittipakul & Jocqué, 2004 — Thailandia
- Euryeidon consideratum Dankittipakul & Jocqué, 2004 — Thailandia
- Euryeidon monticola Dankittipakul & Jocqué, 2004 — Thailandia
- Euryeidon musicum Dankittipakul & Jocqué, 2004 — Thailandia
- Euryeidon schwendingeri Dankittipakul & Jocqué, 2004 — Thailandia
- Euryeidon sonthichaiae Dankittipakul & Jocqué, 2004 — Thailandia

## Forsterella
Forsterella Jocqué, 1991
- Forsterella faceta Jocqué, 1991 — Nuova Zelanda

## Habronestes
Habronestes L. Koch, 1872
- Habronestes archiei Baehr, 2008 — Queensland
- Habronestes australiensis (O. P.-Cambridge, 1869) — Australia
- Habronestes bicornis Baehr, 2003 — Nuovo Galles del Sud
- Habronestes boq Baehr, 2008 — Queensland
- Habronestes bradleyi (O. P.-Cambridge, 1869) — Australia
- Habronestes braemar Baehr, 2008 — Queensland
- Habronestes calamitosus Jocqué, 1995 — Queensland
- Habronestes clausoni Baehr, 2008 — Queensland
- Habronestes dickmani Baehr, 2008 — Queensland
- Habronestes diocesegrafton Baehr, 2008 — Nuovo Galles del Sud
- Habronestes driscolli Baehr, 2003 — Nuovo Galles del Sud
- Habronestes drummond Baehr, 2008 — Queensland
- Habronestes gallowayi Baehr, 2008 — Queensland
- Habronestes gayndah Baehr, 2008 — Queensland
- Habronestes giganteus Baehr, 2003 — Nuovo Galles del Sud
- Habronestes grahami Baehr, 2003 — Nuovo Galles del Sud, Australian Capital Territory
- Habronestes grayi Baehr, 2003 — Nuovo Galles del Sud
- Habronestes grimwadei (Dunn, 1951) — Australia
- Habronestes gumbardo Baehr, 2008 — Queensland
- Habronestes hamatus Baehr, 2003 — Nuovo Galles del Sud
- Habronestes hebronae Baehr, 2003 — Queensland, Nuovo Galles del Sud
- Habronestes helenae Baehr, 2003 — Nuovo Galles del Sud
- Habronestes hooperi Baehr, 2008 — Queensland
- Habronestes hunti Baehr, 2003 — Nuovo Galles del Sud
- Habronestes jankae Baehr, 2008 — Queensland, Nuovo Galles del Sud
- Habronestes jocquei Baehr, 2003 — Nuovo Galles del Sud
- Habronestes longiconductor Baehr, 2003 — Nuovo Galles del Sud
- Habronestes macedonensis (Hogg, 1900) — Nuovo Galles del Sud, Victoria, Tasmania
- Habronestes minor Baehr, 2003 — Nuovo Galles del Sud
- Habronestes monocornis Baehr, 2003 — Nuovo Galles del Sud
- Habronestes piccolo Baehr, 2003 — Nuovo Galles del Sud
- Habronestes pictus (L. Koch, 1865) — Nuovo Galles del Sud, Australian Capital Territory
- Habronestes powelli Baehr, 2008 — Nuovo Galles del Sud
- Habronestes pseudoaustraliensis Baehr, 2003 — Nuovo Galles del Sud
- Habronestes raveni Baehr, 2003 — Nuovo Galles del Sud
- Habronestes rawlinsonae Baehr, 2003 — Queensland, Nuovo Galles del Sud
- Habronestes striatipes L. Koch, 1872 — Queensland
- Habronestes tillmani Baehr, 2008 — Queensland, Nuovo Galles del Sud
- Habronestes toddi (Hickman, 1944) — Territorio del Nord (Australia)
- Habronestes ulrichi Baehr, 2008 — Nuovo Galles del Sud
- Habronestes ungari Baehr, 2003 — Queensland, Nuovo Galles del Sud
- Habronestes weelahensis Baehr, 2003 — Queensland, Nuovo Galles del Sud
- Habronestes wilkiei Baehr, 2003 — Nuovo Galles del Sud

## Heradida
Heradida Simon, 1893
- Heradida bicincta Simon, 1910 — Africa meridionale
- Heradida extima Jocqué, 1987 — Africa meridionale
- Heradida griffinae Jocqué, 1987 — Namibia
- Heradida loricata Simon, 1893 — Africa meridionale
- Heradida speculigera Jocqué, 1987 — Africa meridionale
- Heradida xerampelina Benoit, 1974 — Africa meridionale

## Heradion
Heradion Dankittipakul & Jocqué, 2004
- Heradion damrongi Dankittipakul & Jocqué, 2004 — Malaysia
- Heradion flammeum (Ono, 2004) — Vietnam
- Heradion intermedium Chami-Kranon & Ono, 2007 — Vietnam
- Heradion luctator Dankittipakul & Jocqué, 2004 — Malaysia
- Heradion momoinum (Ono, 2004) — Vietnam
- Heradion naiadis Dankittipakul & Jocqué, 2004 — Thailandia
- Heradion paradiseum (Ono, 2004) — Vietnam
- Heradion pernix Dankittipakul & Jocqué, 2004 — Malaysia
- Heradion peteri Dankittipakul & Jocqué, 2004 — Thailandia

## Hermippus
Hermippus Simon, 1893
- Hermippus affinis Strand, 1906 — Etiopia, Somalia
- Hermippus arcus Jocqué, 1989 — Tanzania
- Hermippus arjuna (Gravely, 1921) — India
- Hermippus cruciatus Simon, 1905 — India, Sri Lanka
- Hermippus loricatus Simon, 1893 — Africa centrale e meridionale
- Hermippus minutus Jocqué, 1986 — Zimbabwe
- Hermippus schoutedeni Lessert, 1938 — Kenya
- Hermippus septemguttatus Lawrence, 1942 — Africa meridionale
- Hermippus tenebrosus Jocqué, 1986 — Africa meridionale

## Hetaerica
Hetaerica Rainbow, 1916
- Hetaerica harveyi Raven & Baehr, 2000 — Australia occidentale
- Hetaerica scenica (L. Koch, 1872) — Queensland

## Holasteron
Holasteron Baehr, 2004
- Holasteron aciculare Baehr, 2004 — Australia
- Holasteron aspinosum Baehr, 2004 — Australia occidentale
- Holasteron driscolli Baehr, 2004 — Nuovo Galles del Sud, Australia meridionale
- Holasteron esperance Baehr, 2004 — Australia occidentale
- Holasteron flinders Baehr, 2004 — Australia meridionale
- Holasteron hirsti Baehr, 2004 — Australia meridionale
- Holasteron humphreysi Baehr, 2004 — Australia meridionale
- Holasteron kangaroo Baehr, 2004 — Australia meridionale
- Holasteron marliesae Baehr, 2004 — Nuovo Galles del Sud
- Holasteron perth Baehr, 2004 — Australia occidentale
- Holasteron pusillum Baehr, 2004 — Australia occidentale, Australia meridionale
- Holasteron quemuseum Baehr, 2004 — Queensland
- Holasteron reinholdae Baehr, 2004 — Australia occidentale
- Holasteron spinosum Baehr, 2004 — Australia occidentale, Australia meridionale, Victoria
- Holasteron stirling Baehr, 2004 — Australia occidentale
- Holasteron wamuseum Baehr, 2004 — Australia occidentale

## Indozodion
Indozodion Ovtchinnikov, 2006
- Indozodion inayatullahi Ovtchinnikov, 2006 — Pakistan

## Ishania
Ishania Chamberlin, 1925
- Ishania absoluta (Gertsch & Davis, 1940) — Messico
- Ishania aztek Jocqué & Baert, 2002 — Messico
- Ishania centrocavata Jocqué & Baert, 2002 — Messico
- Ishania chicanna Jocqué & Baert, 2002 — Messico
- Ishania chichimek Jocqué & Baert, 2002 — Messico
- Ishania firma Jocqué & Baert, 2002 — Messico
- Ishania gertschi Jocqué & Baert, 2002 — Messico
- Ishania guerrero Jocqué & Baert, 2002 — Messico
- Ishania hessei (Chamberlin & Ivie, 1936) — Messico
- Ishania huastek Jocqué & Baert, 2002 — Messico
- Ishania ivieorum Jocqué & Baert, 2002 — Messico
- Ishania latefossulata Jocqué & Baert, 2002 — Messico
- Ishania maya Jocqué & Baert, 2002 — Messico
- Ishania minuta Jocqué & Baert, 2002 — Honduras
- Ishania mixtek Jocqué & Baert, 2002 — Messico
- Ishania mundella (Gertsch & Davis, 1940) — Messico
- Ishania nayarit Jocqué & Baert, 2002 — Messico
- Ishania oaxaca Jocqué & Baert, 2002 — Messico
- Ishania ocosingo Jocqué & Baert, 2002 — Messico
- Ishania olmek Jocqué & Baert, 2002 — Messico
- Ishania paxoides Jocqué & Baert, 2002 — Messico, Honduras
- Ishania perforata Jocqué & Baert, 2002 — Guatemala
- Ishania protecta Jocqué & Baert, 2002 — Messico
- Ishania querci Jocqué & Baert, 2002 — Messico
- Ishania real Jocqué & Baert, 2002 — Messico
- Ishania relativa Jocqué & Baert, 2002 — Messico
- Ishania simplex Jocqué & Baert, 2002 — Messico
- Ishania tarask Jocqué & Baert, 2002 — Messico
- Ishania tentativa Chamberlin, 1925 — Costa Rica
- Ishania tinga (F. O. P.-Cambridge, 1899) — Messico
- Ishania tormento Jocqué & Baert, 2002 — Messico
- Ishania totonak Jocqué & Baert, 2002 — Messico
- Ishania vacua Jocqué & Baert, 2002 — Messico
- Ishania xilitla Jocqué & Baert, 2002 — Messico
- Ishania zapotek Jocqué & Baert, 2002 — Messico

## Lachesana
Lachesana Strand, 1932
- Lachesana blackwalli (O. P.-Cambridge, 1872) — Creta, Cipro, Turchia, Israele, Libano
- Lachesana graeca Thaler & Knoflach, 2004 — Grecia
- Lachesana insensibilis Jocqué, 1991 — Arabia Saudita
- Lachesana perversa (Audouin, 1826) — Egitto, Siria
- Lachesana rufiventris (Simon, 1873) — Israele, Siria
- Lachesana tarabaevi Zonstein & Ovtchinnikov, 1999 — Asia centrale
- Lachesana vittata (Strand, 1906) — Tunisia

## Leprolochus
Leprolochus Simon, 1893
- Leprolochus birabeni Mello-Leitão, 1942 — Brasile, Paraguay, Argentina
- Leprolochus levergere Lise, 1994 — Brasile
- Leprolochus mucuge Lise, 1994 — Brasile
- Leprolochus oeiras Lise, 1994 — Brasile
- Leprolochus parahybae Mello-Leitão, 1917 — Brasile
- Leprolochus spinifrons Simon, 1893 — dal Panama al Venezuela
- Leprolochus stratus Jocqué & Platnick, 1990 — Venezuela

## Leptasteron
Leptasteron Baehr & Jocqué, 2001
- Leptasteron platyconductor Baehr & Jocqué, 2001 — Australia occidentale
- Leptasteron vexillum Baehr & Jocqué, 2001 — Nuovo Galles del Sud

## Lutica
Lutica Marx, 1891
- Lutica abalonea Gertsch, 1961 — USA
- Lutica bengalensis Tikader & Patel, 1975 — India
- Lutica clementea Gertsch, 1961 — USA
- Lutica deccanensis Tikader & Malhotra, 1976 — India
- Lutica kovvurensis Reddy & Patel, 1993 — India
- Lutica maculata Marx, 1891 — USA
- Lutica nicolasia Gertsch, 1961 — USA
- Lutica poonaensis Tikader, 1981 — India

## Madrela
Madrela Jocqué, 1991
- Madrela angusta (Simon, 1889) — Madagascar
- Madrela madrela Jocqué, 1991 — Madagascar

## Mallinella
Mallinella Strand, 1906
- Mallinella albomaculata (Bosmans & Hillyard, 1990) — Celebes (Indonesia)
- Mallinella albotibialis (Bosmans & van Hove, 1986) — Camerun
- Mallinella bandamaensis (Jézéquel, 1964) — Costa d'Avorio
- Mallinella bicolor (Jézéquel, 1964) — Costa d'Avorio
- Mallinella calilungae (Barrion & Litsinger, 1992) — Filippine
- Mallinella cameroonensis (van Hove & Bosmans, 1984) — Camerun
- Mallinella cinctipes (Simon, 1893) — Myanmar, Malaysia, Singapore, Isole Andamane
- Mallinella dambrica Ono, 2004 — Vietnam

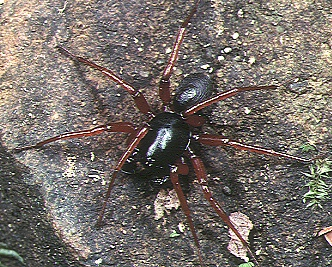
Mallinella fulvipes, maschio

- Mallinella debeiri (Bosmans & van Hove, 1986) — Camerun
- Mallinella decurtata (Thorell, 1899) — Camerun
- Mallinella dinghu Song & Kim, 1997 — Cina
- Mallinella dumogabonensis (Bosmans & Hillyard, 1990) — Celebes (Indonesia)
- Mallinella etindei (van Hove & Bosmans, 1984) — Camerun
- Mallinella fulvipes (Ono & Tanikawa, 1990) — Isole Ryukyu (Giappone)
- Mallinella gongi Bao & Yin, 2002 — Cina
- Mallinella hainan Song & Kim, 1997 — Cina
- Mallinella hamata (Bosmans & Hillyard, 1990) — Celebes (Indonesia)
- Mallinella hingstoni (Brignoli, 1982) — Cina
- Mallinella hoosi (Kishida, 1935) — Giappone
- Mallinella inflata (Bosmans & van Hove, 1986) — Camerun
- Mallinella karubei Ono, 2003 — Vietnam
- Mallinella kelvini (Bosmans & Hillyard, 1990) — Celebes (Indonesia)
- Mallinella kibonotensis (Bosmans & van Hove, 1986) — Kenya, Tanzania
- Mallinella klossi (Hogg, 1922) — Vietnam
- Mallinella koupensis (Bosmans & van Hove, 1986) — Camerun
- Mallinella labialis Song & Kim, 1997 — Cina
- Mallinella leonardi (Simon, 1907) — Isola di Principe (Golfo di Guinea)
- Mallinella liuyang Yin & Yan, 2001 — Cina
- Mallinella lobata (Bosmans & Hillyard, 1990) — Celebes (Indonesia)
- Mallinella maculata Strand, 1906 — Etiopia
- Mallinella manengoubensis (Bosmans & van Hove, 1986) — Camerun
- Mallinella maolanensis Wang, Ran & Chen, 1999 — Cina
- Mallinella mbaboensis (Bosmans & van Hove, 1986) — Camerun
- Mallinella mbamensis (Bosmans & van Hove, 1986) — Camerun
- Mallinella meriani (Bosmans & Hillyard, 1990) — Celebes (Indonesia)
- Mallinella monticola (van Hove & Bosmans, 1984) — Camerun
- Mallinella nigra (Bosmans & Hillyard, 1990) — Celebes (Indonesia)
- Mallinella nomurai Ono, 2003 — Vietnam
- Mallinella nyikae (Pocock, 1898) — Malawi
- Mallinella octosignata (Simon, 1903) — Isola di Bioko (Golfo di Guinea)
- Mallinella okinawaensis Tanikawa, 2005 — Giappone
- Mallinella okuensis (Bosmans & van Hove, 1986) — Camerun
- Mallinella panchoi (Barrion & Litsinger, 1992) — Filippine
- Mallinella ponikii (Bosmans & Hillyard, 1990) — Celebes (Indonesia)
- Mallinella ponikioides (Bosmans & Hillyard, 1990) — Celebes (Indonesia)
- Mallinella pricei (Barrion & Litsinger, 1995) — Filippine
- Mallinella pulchra (Bosmans & Hillyard, 1990) — Celebes (Indonesia)

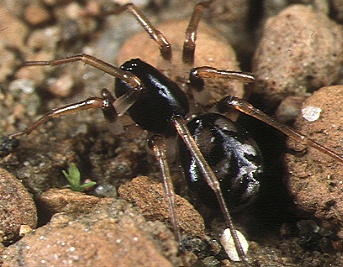
Mallinella shimojanai, femmina

- Mallinella sadamotoi (Ono & Tanikawa, 1990) — Isole Ryukyu (Giappone)
- Mallinella scutata Strand, 1906 — Etiopia
- Mallinella scutata (Bosmans & van Hove, 1986) — Camerun
- Mallinella selecta (Pavesi, 1895) — Etiopia
- Mallinella septemmaculata Ono, 2004 — Vietnam
- Mallinella shimojanai (Ono & Tanikawa, 1990) — Isole Ryukyu (Giappone)
- Mallinella slaburuprica (Barrion & Litsinger, 1995) — Filippine
- Mallinella subinermis Caporiacco, 1947 — Tanzania
- Mallinella submonticola (van Hove & Bosmans, 1984) — Camerun, Isola di Principe (Golfo di Guinea)
- Mallinella sylvatica (van Hove & Bosmans, 1984) — Camerun
- Mallinella thinhi Ono, 2003 — Vietnam
- Mallinella tridentata (Bosmans & van Hove, 1986) — Camerun
- Mallinella vandermarlierei (Bosmans & van Hove, 1986) — Camerun
- Mallinella vietnamensis Ono, 2003 — Vietnam
- Mallinella v-insignita (Bosmans & Hillyard, 1990) — Celebes (Indonesia)
- Mallinella vittiventris Strand, 1913 — Congo, Ruanda
- Mallinella vokrensis (Bosmans & van Hove, 1986) — Camerun
- Mallinella zebra (Thorell, 1881) — Nuova Guinea, Queensland

## Mallinus
Mallinus Simon, 1893
- Mallinus defectus Strand, 1906 — Tunisia
- Mallinus nitidiventris Simon, 1893 — Africa meridionale

## Masasteron
Masasteron Baehr, 2004
- Masasteron barkly Baehr, 2004 — Territorio del Nord (Australia)
- Masasteron bennieae Baehr, 2004 — Queensland
- Masasteron bipunctatum Baehr, 2004 — Nuovo Galles del Sud
- Masasteron burbidgei Baehr, 2004 — Australia occidentale
- Masasteron clifton Baehr, 2004 — Australia meridionale
- Masasteron complector Baehr, 2004 — Australia occidentale
- Masasteron darwin Baehr, 2004 — Territorio del Nord (Australia)
- Masasteron derby Baehr, 2004 — Australia occidentale
- Masasteron deserticola Baehr, 2004 — Australia meridionale
- Masasteron gracilis Baehr, 2004 — Australia occidentale
- Masasteron haroldi Baehr, 2004 — Australia occidentale
- Masasteron mackenziei Baehr, 2004 — Australia occidentale
- Masasteron maini Baehr, 2004 — Australia occidentale
- Masasteron mas (Jocqué, 1991) — Australia
- Masasteron ocellum Baehr, 2004 — Queensland
- Masasteron piankai Baehr, 2004 — Australia occidentale
- Masasteron queensland Baehr, 2004 — Queensland
- Masasteron sampeyae Baehr, 2004 — Australia occidentale
- Masasteron tealei Baehr, 2004 — Australia occidentale
- Masasteron tuart Baehr, 2004 — Australia occidentale
- Masasteron utae Baehr, 2004 — Territorio del Nord (Australia)

## Mastidiores
Mastidiores Jocqué, 1987
- Mastidiores kora Jocqué, 1987 — Kenya

## Microdiores
Microdiores Jocqué, 1987
- Microdiores chowo Jocqué, 1987 — Malawi

## Minasteron
Minasteron Baehr & Jocqué, 2000
- Minasteron minusculum Baehr & Jocqué, 2000 — Australia occidentale
- Minasteron perfoliatum Baehr & Jocqué, 2000 — Australia occidentale, Australia meridionale, Territorio del Nord (Australia)
- Minasteron tangens Baehr & Jocqué, 2000 — Territorio del Nord (Australia), Australia meridionale, Queensland

## Neostorena
Neostorena Rainbow, 1914
- Neostorena grayi Jocqué, 1991 — Nuovo Galles del Sud
- Neostorena minor Jocqué, 1991 — Queensland, Nuovo Galles del Sud
- Neostorena spirafera (L. Koch, 1872) — Queensland
- Neostorena torosa (Simon, 1908) — Australia occidentale
- Neostorena venatoria Rainbow, 1914 — Victoria
- Neostorena victoria Jocqué, 1991 — Victoria
- Neostorena vituperata Jocqué, 1995 — Queensland

## Nostera
Nostera Jocqué, 1991
- Nostera lynx Jocqué, 1991 — Queensland, Nuovo Galles del Sud
- Nostera nadgee Jocqué, 1995 — Queensland, Nuovo Galles del Sud, Isola Lord Howe (Oceano Indiano)

## Notasteron
Notasteron Baehr, 2005
- Notasteron carnarvon Baehr, 2005 — Australia occidentale
- Notasteron lawlessi Baehr, 2005 — Territorio del Nord (Australia), Queensland, Nuovo Galles del Sud, Victoria

## Palaestina
Palaestina O. P.-Cambridge, 1872
- Palaestina dentifera O. P.-Cambridge, 1872 — Israele
- Palaestina eremica Levy, 1992 — Egitto
- Palaestina expolita O. P.-Cambridge, 1872 — Creta, Turchia, Israele, Libano

## Palfuria
Palfuria Simon, 1910
- Palfuria caputlari Szűts & Jocqué, 2001 — Tanzania
- Palfuria gibbosa (Lessert, 1936) — Mozambico
- Palfuria gladiator Szts & Jocqué, 2001 — Namibia
- Palfuria harpago Szts & Jocqué, 2001 — Namibia
- Palfuria helichrysorum Szts & Jocqué, 2001 — Malawi
- Palfuria hirsuta Szts & Jocqué, 2001 — Zambia
- Palfuria panner Jocqué, 1991 — Namibia
- Palfuria retusa Simon, 1910 — Africa meridionale
- Palfuria spirembolus Szts & Jocqué, 2001 — Namibia

## Pax
Pax Levy, 1990
- Pax engediensis Levy, 1990 — Israele
- Pax islamita (Simon, 1873) — Israele, Siria, Libano
- Pax libani (Simon, 1873) — Israele, Libano
- Pax meadi (O. P.-Cambridge, 1872) — Israele, Giordania
- Pax palmonii Levy, 1990 — Israele

## Pentasteron
Pentasteron Baehr & Jocqué, 2001
- Pentasteron intermedium Baehr & Jocqué, 2001 — Australia meridionale
- Pentasteron isobelae Baehr & Jocqué, 2001 — Queensland, Nuovo Galles del Sud
- Pentasteron oscitans Baehr & Jocqué, 2001 — Nuovo Galles del Sud
- Pentasteron parasimplex Baehr & Jocqué, 2001 — Victoria
- Pentasteron securifer Baehr & Jocqué, 2001 — Australia occidentale
- Pentasteron simplex Baehr & Jocqué, 2001 — Queensland, Nuovo Galles del Sud
- Pentasteron sordidum Baehr & Jocqué, 2001 — Nuovo Galles del Sud
- Pentasteron storosoides Baehr & Jocqué, 2001 — Nuovo Galles del Sud

## Phenasteron
Phenasteron Baehr & Jocqué, 2001
- Phenasteron longiconductor Baehr & Jocqué, 2001 — Australia occidentale, Victoria
- Phenasteron machinosum Baehr & Jocqué, 2001 — Australia meridionale

## Platnickia
Platnickia Jocqué, 1991
- Platnickia bergi (Simon, 1895) — Cile, Argentina, Isole Falkland
- Platnickia elegans (Nicolet, 1849) — Cile, Argentina

## Procydrela
Procydrela Jocqué, 1999
- Procydrela limacola Jocqué, 1999 — Africa meridionale
- Procydrela procursor Jocqué, 1999 — Africa meridionale

## Psammoduon
Psammoduon Jocqué, 1991
- Psammoduon arenicola (Simon, 1910) — Africa meridionale
- Psammoduon canosum (Simon, 1910) — Namibia, Africa meridionale
- Psammoduon deserticola (Simon, 1910) — Namibia, Africa meridionale

## Psammorygma
Psammorygma Jocqué, 1991
- Psammorygma aculeatum (Karsch, 1878) — Africa meridionale
- Psammorygma caligatum Jocqué, 1991 — Namibia
- Psammorygma rutilans (Simon, 1887) — Africa meridionale

## Pseudasteron
Pseudasteron Jocqué & Baehr, 2001
- Pseudasteron simile Jocqué & Baehr, 2001 — Queensland

## Ranops
Ranops Jocqué, 1991
- Ranops caprivi Jocqué, 1991 — Namibia, Zimbabwe
- Ranops expers (O. P.-Cambridge, 1876) — Egitto, Israele

## Rotundrela
Rotundrela Jocqué, 1999
- Rotundrela orbiculata Jocqué, 1999 — Africa meridionale
- Rotundrela rotunda Jocqué, 1999 — Africa meridionale

## Selamia
Selamia Simon, 1873
- Selamia numidica Jocqué & Bosmans, 2001 — Algeria, Tunisia
- Selamia reticulata (Simon, 1870) — Mediterraneo occidentale
- Selamia tribulosa (Simon, 1909) — Marocco

## Spinasteron
Spinasteron Baehr, 2003
- Spinasteron arenarium Baehr, 2003 — Australia occidentale
- Spinasteron barlee Baehr, 2003 — Australia occidentale
- Spinasteron casuarium Baehr, 2003 — Australia occidentale
- Spinasteron cavasteroides Baehr & Churchill, 2003 — Australia occidentale, Territorio del Nord (Australia)
- Spinasteron knowlesi Baehr, 2003 — Australia occidentale
- Spinasteron kronestedti Baehr, 2003 — Australia occidentale
- Spinasteron lemleyi Baehr, 2003 — Australia occidentale
- Spinasteron longbottomi Baehr, 2003 — Australia occidentale
- Spinasteron ludwigi Baehr & Churchill, 2003 — Territorio del Nord (Australia)
- Spinasteron mjobergi Baehr, 2003 — Australia occidentale
- Spinasteron nigriceps Baehr, 2003 — Territorio del Nord (Australia)
- Spinasteron peron Baehr, 2003 — Australia occidentale
- Spinasteron ramboldi Baehr & Churchill, 2003 — Territorio del Nord (Australia)
- Spinasteron sanford Baehr, 2003 — Territorio del Nord (Australia)
- Spinasteron spatulanum Baehr & Churchill, 2003 — Territorio del Nord (Australia)
- Spinasteron waldockae Baehr, 2003 — Australia occidentale
- Spinasteron weiri Baehr, 2003 — Australia occidentale
- Spinasteron westi Baehr, 2003 — Australia occidentale
- Spinasteron woodstock Baehr, 2003 — Australia occidentale

## Storena
Storena Walckenaer, 1805
- Storena aleipata Marples, 1955 — Isole Samoa
- Storena analis Simon, 1893 — Ecuador
- Storena annulipes (L. Koch, 1867) — Queensland
- Storena arakuensis Patel & Reddy, 1989 — India
- Storena aspinosa Jocqué & Baehr, 1992 — Australia meridionale
- Storena beauforti Kulczynski, 1911 — Nuova Guinea
- Storena birenifer Gravely, 1921 — India
- Storena botenella Jocqué & Baehr, 1992 — Australia meridionale
- Storena braccata (L. Koch, 1865) — Nuovo Galles del Sud
- Storena canalensis Berland, 1924 — Nuova Caledonia
- Storena caporiaccoi Brignoli, 1983 — Venezuela
- Storena charlotte Jocqué & Baehr, 1992 — Queensland, Victoria
- Storena cochleare Jocqué & Baehr, 1992 — Nuovo Galles del Sud
- Storena colossea Rainbow, 1920 — Isola Lord Howe (Oceano Indiano)
- Storena cyanea Walckenaer, 1805 — Australia orientale
- Storena daviesae Jocqué & Baehr, 1992 — Queensland
- Storena debasrae Biswas & Biswas, 1992 — India
- Storena decorata Thorell, 1895 — Myanmar
- Storena deserticola Jocqué, 1991 — Territorio del Nord (Australia)
- Storena dibangensis Biswas & Biswas, 2006 — India
- Storena digitulus Jocqué & Baehr, 1992 — Queensland
- Storena dispar Kulczynski, 1911 — Giava
- Storena erratica Ono, 1983 — Nepal
- Storena eximia Simon, 1908 — Australia occidentale
- Storena exornata Thorell, 1887 — Myanmar
- Storena fasciata Kulczynski, 1911 — Giava
- Storena flavipes (Urquhart, 1893) — Tasmania
- Storena flavopicta (Simon, 1876) — Arcipelago delle Molucche (Indonesia)
- Storena flexuosa (Thorell, 1895) — Myanmar
- Storena formosa Thorell, 1870 — Australia, Isola Lord Howe (Oceano Indiano)
- Storena fronto Thorell, 1887 — Myanmar
- Storena fungina Jocqué & Baehr, 1992 — Australia occidentale
- Storena graeffei (L. Koch, 1866) — Nuovo Galles del Sud
- Storena gujaratensis Tikader & Patel, 1975 — India
- Storena harveyi Jocqué & Baehr, 1995 — Australia occidentale
- Storena hilaris Thorell, 1890 — Giava
- Storena ignava Jocqué & Baehr, 1992 — Territorio del Nord (Australia)
- Storena indica Tikader & Patel, 1975 — India
- Storena inornata Rainbow, 1916 — Queensland
- Storena irrorata Thorell, 1887 — Myanmar
- Storena juvenca Workman, 1896 — Singapore
- Storena kraepelini Simon, 1905 — Giava
- Storena lebruni Simon, 1886 — Argentina
- Storena lentiginosa Simon, 1905 — Argentina
- Storena lesserti Berland, 1938 — Nuove Ebridi
- Storena longiducta Jocqué & Baehr, 1992 — Queensland
- Storena maculata O. P.-Cambridge, 1869 — Queensland
- Storena mainae Jocqué & Baehr, 1995 — Nuovo Galles del Sud, Victoria
- Storena martensi Ono, 1983 — Nepal
- Storena martini Jocqué & Baehr, 1992 — Territorio del Nord (Australia)
- Storena mathematica Jocqué & Baehr, 1992 — Territorio del Nord (Australia)
- Storena melanognatha Hasselt, 1882 — Sumatra, Giava, Filippine
- Storena metallica Jocqué & Baehr, 1992 — Queensland
- Storena multiguttata Simon, 1893 — Filippine
- Storena nana Jocqué & Baehr, 1992 — Victoria
- Storena nepalensis Ono, 1983 — Nepal
- Storena nilgherina Simon, 1906 — India
- Storena nuga Jocqué & Baehr, 1992 — Queensland
- Storena obnubila Simon, 1901 — Malaysia
- Storena ornata (Bradley, 1877) — Queensland
- Storena parvicavum Jocqué & Baehr, 1992 — Queensland
- Storena parvula Berland, 1938 — Nuove Ebridi
- Storena paucipunctata Jocqué & Baehr, 1992 — Australia occidentale
- Storena procedens Jocqué & Baehr, 1992 — Queensland
- Storena quinquestrigata Simon, 1905 — Giava
- Storena rainbowi Berland, 1924 — Nuova Caledonia
- Storena rastellata Strand, 1913 — Australia centrale
- Storena raveni Jocqué & Baehr, 1992 — Queensland
- Storena recta Jocqué & Baehr, 1992 — Australia occidentale, Queensland, Nuovo Galles del Sud
- Storena recurvata Jocqué & Baehr, 1992 — Queensland, Nuovo Galles del Sud, Victoria
- Storena redimita Simon, 1905 — India
- Storena rotunda Jocqué & Baehr, 1992 — Nuovo Galles del Sud
- Storena rufescens Thorell, 1881 — Nuova Guinea, Queensland
- Storena rugosa Simon, 1889 — Nuova Caledonia
- Storena sciophana Simon, 1901 — Malaysia, Sumatra
- Storena scita Jocqué & Baehr, 1992 — Queensland
- Storena semiflava Simon, 1893 — Filippine
- Storena silvicola Berland, 1924 — Nuova Caledonia
- Storena sinuosa Jocqué & Baehr, 1992 — Australia occidentale
- Storena sobria Thorell, 1890 — Sumatra
- Storena tenera (Thorell, 1895) — Myanmar
- Storena tikaderi Patel & Reddy, 1989 — India
- Storena tricolor Simon, 1908 — Australia occidentale
- Storena uncinata Ono, 1983 — Nepal
- Storena variegata O. P.-Cambridge, 1869 — Australia occidentale, Australia meridionale
- Storena vicaria Kulczynski, 1911 — Giava

## Storenomorpha
Storenomorpha Simon, 1884
- Storenomorpha anne Jäger, 2007 — Laos
- Storenomorpha arboccoae Jocqué & Bosmans, 1989 — Myanmar
- Storenomorpha comottoi Simon, 1884 — Myanmar
- Storenomorpha joyaus (Tikader, 1970) — India
- Storenomorpha nupta Jocqué & Bosmans, 1989 — Myanmar
- Storenomorpha paguma Grismado & Ramírez, 2004 — Vietnam
- Storenomorpha reinholdae Jocqué & Bosmans, 1989 — Thailandia

## Storosa
Storosa Jocqué, 1991
- Storosa obscura Jocqué, 1991 — Queensland, Nuovo Galles del Sud
- Storosa tetrica (Simon, 1908) — Australia occidentale

## Subasteron
Subasteron Baehr & Jocqué, 2001
- Subasteron daviesae Baehr & Jocqué, 2001 — Queensland

## Suffasia
Suffasia Jocqué, 1991
- Suffasia attidiya Benjamin & Jocqué, 2000 — Sri Lanka
- Suffasia kanchenjunga Ono, 2006 — Nepal
- Suffasia mahasumana Benjamin & Jocqué, 2000 — Sri Lanka
- Suffasia martensi Ono, 2006 — Nepal
- Suffasia tigrina (Simon, 1893) — India
- Suffasia tumegaster Jocqué, 1992 — Nepal

## Tenedos
Tenedos O. P.-Cambridge, 1897
- Tenedos andes Jocqué & Baert, 2002 — Colombia
- Tenedos asteronoides Jocqué & Baert, 2002 — Ecuador
- Tenedos banos Jocqué & Baert, 2002 — Ecuador
- Tenedos barronus (Chamberlin, 1925) — Panama
- Tenedos brescoviti Jocqué & Baert, 2002 — Brasile
- Tenedos capote Jocqué & Baert, 2002 — Colombia
- Tenedos carlosprestesi Candiani, Bonaldo & Brescovit, 2008 — Brasile
- Tenedos certus (Jocqué & Ubick, 1991) — Costa Rica, Panama
- Tenedos convexus Jocqué & Baert, 2002 — Venezuela
- Tenedos cufodontii (Reimoser, 1939) — Costa Rica, Panama
- Tenedos eduardoi (Mello-Leitão, 1925) — Brasile
- Tenedos equatorialis Jocqué & Baert, 2002 — Ecuador
- Tenedos estari Jocqué & Baert, 2002 — Ecuador
- Tenedos fartilis Jocqué & Baert, 2002 — Ecuador
- Tenedos figaro Jocqué & Baert, 2002 — Ecuador
- Tenedos garoa Candiani, Bonaldo & Brescovit, 2008 — Brasile
- Tenedos grandis Jocqué & Baert, 2002 — Panama, Ecuador
- Tenedos hirsutus (Mello-Leitão, 1941) — Brasile
- Tenedos hoeferi Jocqué & Baert, 2002 — Brasile
- Tenedos honduras Jocqué & Baert, 2002 — Honduras
- Tenedos inca Jocqué & Baert, 2002 — Perù
- Tenedos inflatus Jocqué & Baert, 2002 — Perù
- Tenedos infrarmatus Jocqué & Baert, 2002 — Brasile
- Tenedos juninus Jocqué & Baert, 2002 — Perù
- Tenedos lautus O. P.-Cambridge, 1897 — Guatemala
- Tenedos ligulatus Jocqué & Baert, 2002 — Colombia
- Tenedos major (Keyserling, 1891) — Brasile
- Tenedos microlaminatus Jocqué & Baert, 2002 — Perù
- Tenedos minor (Keyserling, 1891) — Brasile
- Tenedos nancyae Candiani, Bonaldo & Brescovit, 2008 — Perù
- Tenedos parinca Jocqué & Baert, 2002 — Perù
- Tenedos peckorum Jocqué & Baert, 2002 — Colombia
- Tenedos perfidus Jocqué & Baert, 2002 — Brasile
- Tenedos persulcatus Jocqué & Baert, 2002 — Ecuador
- Tenedos procreator Jocqué & Baert, 2002 — Brasile
- Tenedos quadrangulatus Jocqué & Baert, 2002 — Perù
- Tenedos quinquangulatus Jocqué & Baert, 2002 — Perù
- Tenedos reygeli Jocqué & Baert, 2002 — Brasile
- Tenedos serrulatus Jocqué & Baert, 2002 — Ecuador
- Tenedos sumaco Jocqué & Baert, 2002 — Ecuador
- Tenedos trilobatus Jocqué & Baert, 2002 — Colombia
- Tenedos ufoides Jocqué & Baert, 2002 — Venezuela
- Tenedos ultimus Jocqué & Baert, 2002 — Colombia
- Tenedos venezolanus Jocqué & Baert, 2002 — Venezuela

## Thaumastochilus
Thaumastochilus Simon, 1897
- Thaumastochilus martini Simon, 1897 — Africa meridionale
- Thaumastochilus termitomimus Jocqué, 1994 — Africa meridionale

## Tropasteron
Tropasteron Baehr, 2003
- Tropasteron andreae Baehr, 2003 — Queensland
- Tropasteron cardwell Baehr, 2003 — Queensland
- Tropasteron cleveland Baehr, 2003 — Queensland
- Tropasteron cooki Baehr, 2003 — Queensland
- Tropasteron daviesae Baehr, 2003 — Queensland
- Tropasteron eacham Baehr, 2003 — Queensland
- Tropasteron fox Baehr, 2003 — Queensland
- Tropasteron halifax Baehr, 2003 — Queensland
- Tropasteron heatherae Baehr, 2003 — Queensland
- Tropasteron julatten Baehr, 2003 — Queensland
- Tropasteron luteipes Baehr, 2003 — Queensland
- Tropasteron magnum Baehr, 2003 — Queensland
- Tropasteron malbon Baehr, 2003 — Queensland
- Tropasteron monteithi Baehr, 2003 — Queensland
- Tropasteron palmerston Baehr, 2003 — Queensland
- Tropasteron pseudomagnum Baehr, 2003 — Queensland
- Tropasteron raveni Baehr, 2003 — Queensland
- Tropasteron robertsi Baehr, 2003 — Queensland
- Tropasteron splendens Baehr, 2003 — Queensland
- Tropasteron thompsoni Baehr, 2003 — Queensland
- Tropasteron tribulation Baehr, 2003 — Queensland
- Tropasteron yeatesi Baehr, 2003 — Queensland

## Tropizodium
Tropizodium Jocqué & Churchill, 2005
- Tropizodium molokai Jocqué & Churchill, 2005 — Hawaii
- Tropizodium peregrinum Jocqué & Churchill, 2005 — Territorio del Nord (Australia)
- Tropizodium trispinosum (Suman, 1967) — Hawaii

## Trygetus
Trygetus Simon, 1882
- Trygetus berlandi Denis, 1952 — Marocco
- Trygetus jacksoni Marusik & Guseinov, 2003 — Azerbaigian
- Trygetus nitidissimus Simon, 1882 — Aden, Gibuti
- Trygetus riyadhensis Ono & Jocqué, 1986 — Egitto, Arabia Saudita
- Trygetus sexoculatus (O. P.-Cambridge, 1872) — Israele

## Zillimata
Zillimata Jocqué, 1995
- Zillimata scintillans (O. P.-Cambridge, 1869) — Australia occidentale, Australia meridionale, Queensland

## Zodariellum
Zodariellum Andreeva & Tyschchenko, 1968
- Zodariellum asiaticum (Tyschchenko, 1970) — Asia centrale
- Zodariellum bekuzini (Nenilin, 1985) — Uzbekistan
- Zodariellum chaoyangense (Zhu & Zhu, 1983) — Cina
- Zodariellum cirrisulcatum (Denis, 1952) — Mauritania
  - Zodariellum cirrisulcatum longispina (Denis, 1952) — Marocco
- Zodariellum continentale (Andreeva & Tyschchenko, 1968) — Asia centrale
- Zodariellum furcum (Zhu, 1988) — Cina
- Zodariellum inderensis Ponomarev, 2007 — Kazakistan
- Zodariellum mongolicum Marusik & Koponen, 2001 — Mongolia
- Zodariellum nenilini (Eskov, 1995) — Russia, Kazakistan, Mongolia
- Zodariellum proszynskii (Nenilin & Fet, 1985) — Turkmenistan
- Zodariellum sahariense (Denis, 1959) — Algeria
- Zodariellum schmidti Marusik & Koponen, 2001 — Mongolia
- Zodariellum sericeum (Denis, 1956) — Marocco
- Zodariellum spinulosum (Denis, 1966) — Libia
- Zodariellum subclavatum (Denis, 1952) — Marocco
- Zodariellum sungar (Jocqué, 1991) — Iraq
- Zodariellum surprisum Andreeva & Tyschchenko, 1968 — Asia centrale
- Zodariellum sytchevskajae (Nenilin & Fet, 1985) — Turkmenistan
- Zodariellum tibesti (Jocqué, 1991) — Ciad
- Zodariellum volgouralensis Ponomarev, 2007 — Kazakistan
- Zodariellum zavattarii (Caporiacco, 1941) — Etiopia

## Zodarion
Zodarion Walckenaer, 1826
- Zodarion abantense Wunderlich, 1980 — Turchia, Georgia, Russia
- Zodarion abnorme Denis, 1952 — Marocco
- Zodarion aculeatum Chyzer, 1897 — Bulgaria, Serbia, Macedonia
- Zodarion aegaeum Denis, 1935 — Grecia
- Zodarion aerium Simon, 1890 — Yemen
- Zodarion affine (Simon, 1870) — Spagna
- Zodarion alacre (Simon, 1870) — Portogallo, Spagna
- Zodarion algarvense Bosmans, 1994 — Portogallo
- Zodarion algiricum (Lucas, 1846) — Spagna, Sicilia, Marocco, Algeria
- Zodarion andalusiacum Jocqué, 1991 — Spagna
- Zodarion atlanticum Pekár & Cardoso, 2005 — Portogallo, Isole Azzorre
- Zodarion atriceps (O. P.-Cambridge, 1872) — Libano
- Zodarion attikaense Wunderlich, 1980 — Grecia
- Zodarion aurorae Weiss, 1982 — Romania
- Zodarion bacelarae Pekár, 2003 — Portogallo
- Zodarion bactrianum Kroneberg, 1875 — Asia centrale
- Zodarion beticum Denis, 1957 — Spagna
- Zodarion bicoloripes (Denis, 1959) — Algeria
- Zodarion bosmansi Pekár & Cardoso, 2005 — Portogallo
- Zodarion buettikeri (Ono & Jocqué, 1986) — Arabia Saudita
- Zodarion caporiaccoi Roewer, 1942 — Italia
- Zodarion caucasicum Dunin & Nenilin, 1987 — Azerbaigian
- Zodarion confusum Denis, 1935 — Italia
- Zodarion costablancae Bosmans, 1994 — Spagna
- Zodarion couseranense Bosmans, 1997 — Francia
- Zodarion cyprium Kulczynski, 1908 — Cipro, Creta, Libano, Ucraina
- Zodarion cyrenaicum Denis, 1935 — Libia, Egitto, Israele
- Zodarion denisi Spassky, 1938 — Turkmenistan, Tagikistan
- Zodarion diatretum Denis, 1935 — Spagna
- Zodarion dispar Denis, 1935 — Algeria
- Zodarion dubium Strand, 1906 — Algeria
- Zodarion duriense Cardoso, 2003 — Portogallo
- Zodarion egens Denis, 1937 — località sconosciuta
- Zodarion elegans (Simon, 1873) — Europa meridionale, Africa settentrionale
- Zodarion emarginatum (Simon, 1873) — Francia, Corsica, Grecia
- Zodarion epirense Brignoli, 1984 — Grecia
- Zodarion fazanicum Denis, 1938 — Libia
- Zodarion frenatum Simon, 1884 — Italia, Grecia, Creta, Isola di Corfù, Turchia
- Zodarion fulvonigrum (Simon, 1874) — Francia
- Zodarion fuscum (Simon, 1870) — Gran Bretagna, Francia, Spagna
- Zodarion gallicum (Simon, 1873) — Francia, Corsica, Italia, Penisola balcanica, Turchia
- Zodarion germanicum (C. L. Koch, 1837) — Europa
- Zodarion geshur Levy, 2007 — Israele
- Zodarion geticum Weiss, 1987 — Romania
- Zodarion gracilitibiale Denis, 1933 — Francia
- Zodarion graecum (C. L. Koch, 1843) — Europa orientale, Israele
- Zodarion granulatum Kulczynski, 1908 — Cipro, Grecia, Israele
- Zodarion gregua Bosmans, 1994 — Portogallo, Spagna
- Zodarion guadianense Cardoso, 2003 — Portogallo
- Zodarion hamatum Wiehle, 1964 — Italia, Austria, Slovenia
- Zodarion hauseri Brignoli, 1984 — Grecia
- Zodarion immaculatum Denis, 1962 — Libia
- Zodarion isabellinum (Simon, 1870) — Spagna
- Zodarion italicum (Canestrini, 1868) — Europa
- Zodarion jozefienae Bosmans, 1994 — Portogallo, Spagna
- Zodarion judaeorum Levy, 1992 — Israele
- Zodarion kabylianum Denis, 1937 — Algeria
- Zodarion korgei Wunderlich, 1980 — Turchia
- Zodarion lindbergi Roewer, 1960 — Afghanistan
- Zodarion luctuosum (O. P.-Cambridge, 1872) — Israele
- Zodarion ludibundum Simon, 1914 — Corsica, Sicilia, Algeria
- Zodarion lusitanicum Cardoso, 2003 — Portogallo
- Zodarion lutipes (O. P.-Cambridge, 1872) — Israele, Libano
- Zodarion luzonicum Simon, 1893 — Filippine
- Zodarion machadoi Denis, 1939 — Portogallo, Spagna, Isole Azzorre
- Zodarion maculatum (Simon, 1870) — Portogallo, Spagna, Sicilia, Marocco
- Zodarion mallorca Bosmans, 1994 — Isola di Maiorca (Isole Baleari)
- Zodarion marginiceps Simon, 1914 — Spagna, Francia
- Zodarion martynovae Andreeva & Tyschchenko, 1968 — Asia centrale
- Zodarion merlijni Bosmans, 1994 — Spagna
- Zodarion minutum Bosmans, 1994 — Spagna, Isole di Maiorca e Ibiza (Isole Baleari)
- Zodarion modestum (Simon, 1870) — Spagna
- Zodarion morosum Denis, 1935 — Europa orientale
- Zodarion murphyorum Bosmans, 1994 — Spagna
- Zodarion musarum Brignoli, 1984 — Grecia
- Zodarion nesiotes Denis, 1965 — Isole Canarie
- Zodarion nesiotoides Wunderlich, 1992 — Isole Canarie
- Zodarion nigriceps (Simon, 1873) — Corsica, Sardegna
- Zodarion nitidum (Audouin, 1826) — Africa settentrionale, Medio Oriente
- Zodarion odem Levy, 2007 — Israele
- Zodarion ohridense Wunderlich, 1973 — Bulgaria, Macedonia
- Zodarion pallidum Denis, 1952 — Marocco
- Zodarion petrobium Dunin & Zacharjan, 1991 — Azerbaigian, Armenia
- Zodarion pileolonotatum Denis, 1935 — Libia
- Zodarion pirini Drensky, 1921 — Bulgaria
- Zodarion pseudoelegans Denis, 1933 — Spagna, Francia, Ibiza
- Zodarion pusio Simon, 1914 — Francia, Italia, Tunisia, Bosnia-Erzegovina
- Zodarion pythium Denis, 1935 — Grecia
- Zodarion raddei Simon, 1889 — Asia centrale
- Zodarion remotum Denis, 1935 — Corsica, Italia
- Zodarion reticulatum Kulczynski, 1908 — Cipro
- Zodarion rhodiense Caporiacco, 1948 — Grecia
  - Zodarion rhodiense nigrifemur Caporiacco, 1948 — Grecia
- Zodarion rubidum Simon, 1914 — Europa (introdotto in USA, Canada)
- Zodarion rudyi Bosmans, 1994 — Portogallo, Spagna
- Zodarion ruffoi Caporiacco, 1951 — Francia, Italia
- Zodarion sardum Bosmans, 1997 — Sardegna
- Zodarion scutatum Wunderlich, 1980 — Slovenia
- Zodarion segurense Bosmans, 1994 — Spagna
- Zodarion soror (Simon, 1873) — Corsica
- Zodarion spasskyi Charitonov, 1946 — Asia centrale
- Zodarion spinibarbis Wunderlich, 1973 — Grecia, Creta
- Zodarion styliferum (Simon, 1870) — Portogallo, Spagna, Madeira
  - Zodarion styliferum extraneum Denis, 1935 — Portogallo
- Zodarion tadzhikum Andreeva & Tyschchenko, 1968 — Tagikistan
- Zodarion talyschicum Dunin & Nenilin, 1987 — Azerbaigian
- Zodarion testaceofasciatum Spassky, 1941 — Tagikistan
- Zodarion thoni Nosek, 1905 — dall'Europa orientale all'Armenia
- Zodarion timidum (Simon, 1874) — Spagna, Francia
- Zodarion trianguliferum Denis, 1952 — Marocco
- Zodarion tunetiacum Strand, 1906 — Tunisia
- Zodarion turcicum Wunderlich, 1980 — Bulgaria, Turchia
- Zodarion vanimpei Bosmans, 1994 — Spagna
- Zodarion variegatum Denis, 1956 — Marocco
- Zodarion vicinum Denis, 1935 — Inghilterra, Italia
- Zodarion viduum Denis, 1937 — Portogallo
- Zodarion walsinghami Denis, 1937 — Algeria
- Zodarion zebra Charitonov, 1946 — Uzbekistan